# Fils prodigue
Pour les articles homonymes, voir Le Fils prodigue et L'Enfant prodigue.

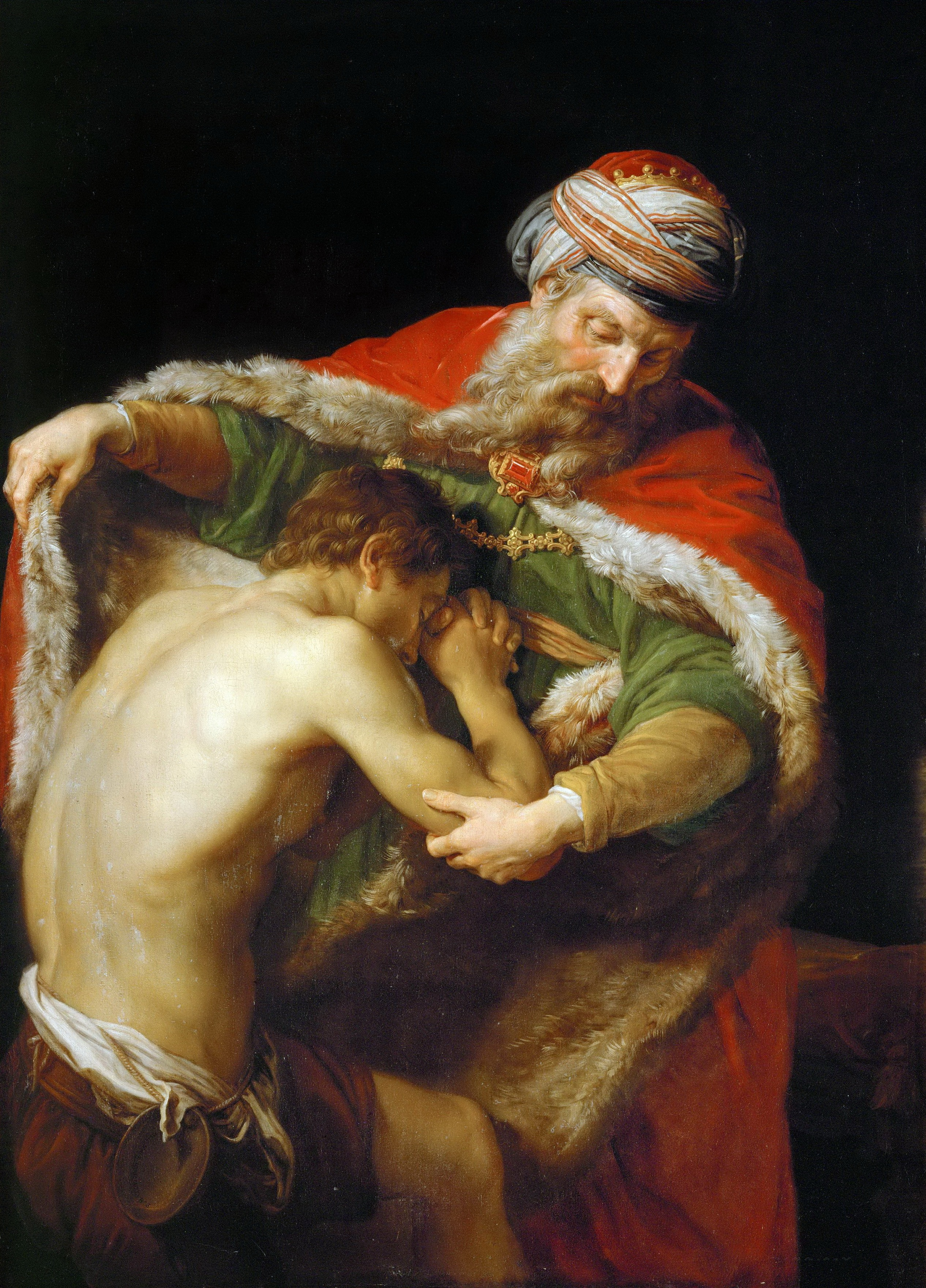
Retour du fils prodigue, par Pompeo Batoni.

Le Fils prodigue est l'une des paraboles donnée par Jésus de Nazareth, également appelée parabole du Fils perdu ou de l’Enfant prodigue ; on l'appelle quelquefois le Père miséricordieux, ou le Fils retrouvé, ou parabole du Père et des deux fils. Elle est relatée dans l'évangile selon Luc 15:11–32, où elle forme la dernière partie d'une trilogie, immédiatement précédée par les paraboles de la brebis égarée et celle de la drachme perdue. Dans le domaine de l'exégèse biblique, elle appartient au Sondergut de cet évangile. Cette parabole raconte le retour d'un fils qui revient, sans le sou, vivre auprès de ses parents après avoir dilapidé l'héritage qu'il avait réclamé. À sa surprise, il est néanmoins accueilli chaleureusement par son père, ce qui provoque la jalousie de son frère aîné.
En français, l'expression fils prodigue ou le retour de l'enfant prodigue, désigne, de manière imagée, la situation de quelqu'un qui revient piteusement à une situation antérieure après s'en être éloigné avec éclat. Cette expression est souvent confondue avec la notion d'enfant prodige (qui désigne un enfant précoce, doué de talent ou de génie).

## Récit

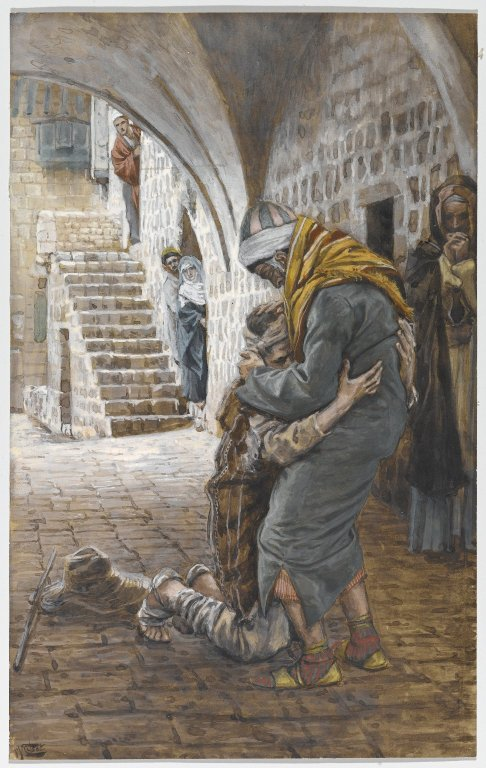
Le retour de l'enfant prodigue de James Tissot - Musée de Brooklyn.

La parabole met en scène trois personnages : le père, le fils aîné, qui suit fidèlement les commandements de son père et ne le quitte pas ; et le deuxième, le fils cadet, le fils prodigue, qui, lassé de sa fidélité initiale, s'éloigne de son père et part à la découverte du monde et de ses séductions.
Après avoir dilapidé sa fortune, sous la servitude de ses passions qui ne lui donnent finalement aucune satisfaction, et se retrouvant sous le joug d'un autre maître, très dur, il décide de s'en séparer et de faire retour vers son bon père, riche et doux, qui ne cessa jamais de l'aimer, de penser à lui et de l'attendre patiemment. « Comme il était encore loin, son père le vit ; et, touché de compassion, il courut, se jeta à son cou, et le couvrit de baisers ». Le père ordonne que l'on prépare une fête à son fils qui revient à lui : « Le père dit à ses serviteurs : « Vite, apportez la plus belle robe et l'en revêtez ; mettez-lui un anneau au doigt et des chaussures aux pieds ; et amenez le veau gras, tuez-le ; et mangeons, festoyons, car mon fils que voici était mort, et il est revenu à la vie ; il était perdu, et il est retrouvé » ».
Le fils aîné ne comprend pas l'attitude de son père : « Voilà tant d'années que je te sers, sans avoir jamais transgressé un ordre de toi, et jamais tu ne m'as donné, à moi, un chevreau pour festoyer avec mes amis. Mais, quand est revenu ton fils que voilà, qui a dévoré ton bien avec des courtisanes, tu as tué pour lui le veau gras ! ». Alors le père dit à l'aîné : « Toi, mon enfant, tu es toujours avec moi, et tout ce qui est à moi est à toi. Mais il fallait festoyer et se réjouir, car ton frère que voici était mort, et il est revenu à la vie ».
L'explication finale est parallèle à celle que le Christ donne dans la conclusion de la parabole de la brebis égarée : « Je vous le déclare : c'est ainsi qu'il y aura plus de joie dans le ciel pour un seul pécheur qui se convertit que pour quatre-vingt dix-neuf justes qui n'ont pas besoin de repentance ».

## Texte

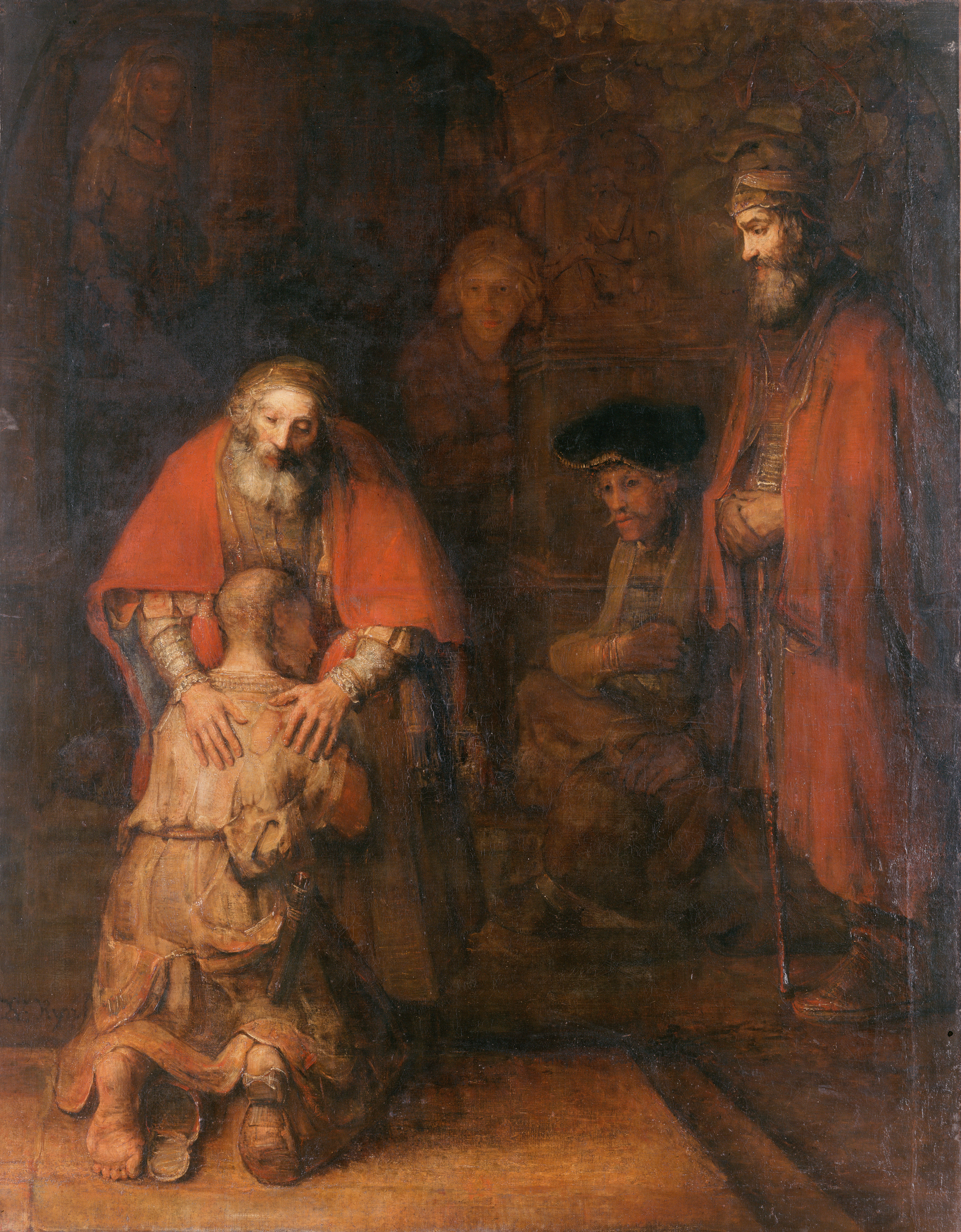
Le Retour du fils prodigue par Rembrandt.

Évangile selon saint Luc, chapitre 15, versets 11 à 32 :
— Louis Segond, Traduction de la Bible.

## Interprétation

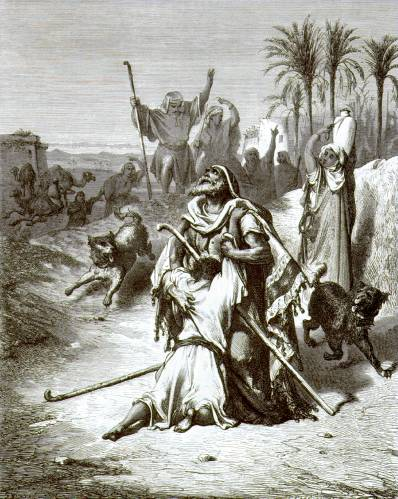
Le retour de l'enfant prodigue, gravure par Gustave Doré.

Selon Jacques Ellul, cette parabole dite par le Christ témoigne d'une antimorale où : 
celui qui est donné en exemple c’est celui qui n’a pas eu une conduite morale. Celui qui est rejeté, c’est celui qui avait une conduite morale. (...) L’amour n’obéit à aucune morale et ne donne naissance à aucune morale. Aucune des grandes catégories de la vérité révélée n’est relative à une morale, et ne peut donner naissance à une morale : ni la liberté, ni la vérité, ni la « lumière », ni le Verbe, ni la Sainteté ne sont le moins du monde de l’ordre de la morale. (...) Antimorale également parce que la vie chrétienne est antirépétitive. Il n’y a jamais un devoir fixé qui pourrait se reproduire tel quel au cours de la vie. Et par rapport à cette façon d’être, la morale quelle qu’elle soit est un interdit, un obstacle, et implique en elle une condamnation. Exactement comme Jésus est inévitablement condamné par tous les gens moraux."
La parabole du Fils prodigue avait aussi servi, entre le Ve et VIIIe siècles à plusieurs théologiens, dont saint Pierre Chrysologue, pour désigner les deux fils du père, le fils aîné, symbolisant le judaïsme, qui reste étroitement attaché à la maison, et le fils cadet, l'Église, destinée à appeler avec miséricorde tous les hommes pécheurs pour qu'ils reviennent à l'amour de Dieu, leur père, tel que cet amour divin a été révélé et manifesté en la personne de Jésus-Christ rédempteur, Médiateur des hommes auprès de Dieu le père depuis la rupture causée par le Péché originel. (voir Autres interprétations).
Conformément à la tradition exégétique, le pape Benoît XVI identifie le père de la parabole à Dieu, le père éternel. « Il est notre père qui, par amour, nous a créés libres et nous a dotés de conscience, qui souffre si nous nous perdons et qui fête notre retour. C'est pourquoi, la relation avec Lui se construit à travers une histoire, de façon analogue à ce qui arrive à tout enfant avec ses parents :  au début, il dépend d'eux ; puis, il revendique son autonomie ; et finalement - si le développement est positif -, il arrive à un rapport mûr, fondé sur la reconnaissance et sur l'amour authentique.»

## Œuvres artistiques
- Willem van de Voldersgraft, Acolastus de filio prodigo, Anvers, 1529Une pièce de théâtre qui reprend l'argument de la parabole du Fils prodigue, et qui exerça une influence profonde sur la dramaturgie au XVIe siècle.
- Le Fils prodigue est la traduction de The Prodigal Son, titre anglais de :
  - une Histoire sacrée de Marc-Antoine Charpentier : Filius prodigus H.399 (1680) ;
  - un oratorio d'Arthur Sullivan (1869) ;
  - un opéra de Benjamin Britten : The Prodigal Son ;
  - un opéra de Amilcare Ponchielli (1880) ;
  - une chanson de Robert Wilkins reprise par les Rolling Stones dans leur album Beggars Banquet ;
  - une chanson d'Iron Maiden dans leur album Killers.
- C'est aussi un ballet sur une musique de Prokofiev, Le fils prodigue.
- Le Retour du fils prodigue, est un thème fort courant en peinture, et le nom de nombreux tableaux, dont Bassano[Lequel ?], Pompeo Batoni,Stanislas Darondeau, Domenico Fetti, Frans Francken, Charles Gleyre, Le Guerchin, Bernardino Licinio, Lucio Massari, Otto Mengelberg, Luis Monroy, Théodore Chassériau, Gustave Moreau, Murillo, Rembrandt[3], Rubens, Max Slevogt, Leonello Spada, David Teniers le Jeune, James Tissot, Ivor Williams, Ary Scheffer, etc.
- C'est aussi le thème de sculptures, comme Le Fils prodigue d'Auguste Rodin.
- En sculpture, l'Enfant prodigue était le sujet du concours du Prix de Rome 1880 ; « L’enfant prodigue, réduit à garder les pourceaux après avoir dissipé son bien dans la débauche, rentre en lui-même. Il pense à ses parents et se sent touché par le repentir ». L'œuvre victorieuse est alors celle d'Emile Peynot dont le moulage est conservé à l'Ecole des beaux-arts.
- Poème de Rainer Maria Rilke, « Le Départ du fils prodigue » (« Der Auszug des verlorenen Sohnes », Neue Gedichte, 1907)
- Le Fils prodigue est un film américain de 1955.
- Une œuvre d'André Gide, Le Retour de l'enfant prodigue.
- Une nouvelle de Lucien Jean, « L’enfant prodigue », La Nouvelle Revue française, no 1, 1909.
- Le Retour du fils prodigue est le titre du dixième épisode de la saison 1 de la série The Leftovers.